# Décret sur les langues
Le Décret sur les langues est un texte réglementaire austro-hongrois, paru le 5 avril 1897. Ce « décret du Ministre de l'Intérieur, de la Justice, des Finances, du Commerce et de l'Agriculture du 5 avril 1897 relatif à la qualification linguistique des fonctionnaires au sein des instances officielles de Bohême » (en allemand : Verordnung der Minister des Innern, der Justiz, der Finanzen, des Handels und des Ackerbaues vom 5. April 1897 betreffend die sprachliche Qualifikation der bei den Behörden in Böhmen angestellten Beamten) vient, dans les provinces austro-hongroises de Bohême et de Moravie, donner le rôle de langue officielle au tchèque, au côté de l'allemand. Ce texte, signé par le ministre de l'Intérieur Kasimir Felix Badeni, est à l'origine de troubles et affrontements entre nationalistes tchèques (le Parti des jeunes Tchèques) et les partisans intransigeants du pouvoir impérial.

## Dans la culture
Arthur Schnitzler fait brièvement référence à ces événements dans deux de ses ouvrages, d'une part dans Der Weg ins Freie en 1907, d'autre part dans la Traumnovelle de 1926.